# Marino Matota
Marino Matota (1945.) je hrvatski kazališni, televizijski i filmski glumac.

## Filmografija

### Televizijske uloge
- "Sve će biti dobro" kao kooperant (2008. – 2009.)
- "Zauvijek susjedi" kao Maroje (2008.)
- "Zabranjena ljubav" kao Vinko Carević (2005.)
- "Ptice nebeske" kao razbojnik #4 (1989.)
- "Nepokoreni grad" (1982.)
- "Nikola Tesla" kao novinar (1977.)

### Filmske uloge
- "Trojanski konj" kao ustaša (1982.)
- "Ana i Nives" (1980.)
- "Posljednji dan" (1979.)
- "Istarska rapsodija" kao Frane (1978.)
- "Bombaški proces" (1977.)
- "Privatni poroci, vrline javne" (1976.)
- "Bog igre" (1975.)

## Vanjske poveznice
- Marino Matota u internetskoj bazi filmova IMDb-u (engl.)
- Stranica na Gavella.hr  Arhivirana inačica izvorne stranice od 18. studenoga 2010. (Wayback Machine)